# Johan Mathias Ehrenhoff
Johan Mathias Ehrenhoff, född 6 juli 1777, död 3 april 1854 i Tanger, Marocko, var en svensk militär. Han var far till Selim Ehrenhoff. 
Johan Mathias Ehrenhoff var son till ämbetsmannen Carl Gustaf Ehrenhoff. Han blev sergeant vid Upplands regemente 1785, fänrik där samma år och 1793 fänrik vid Göta garde. 1795 blev han löjtnant vid Göta garde, 1801 kapten, 1805 kompanichef och 1812 major. 1817 blev Ehrenhoff överstelöjtnant i armén. Han utsågs 1822 till konsul i Tanger varvid han tog avsked från det militära för att resa till Nordafrika. 1823 blev han generalkonsul på posten. Den förre konsuln Jacob Gråberg hade då nyss utvisats av sultanen Mulei Soliman och en svensk diplomat endast genom gåvor överbringade av Johan Henrik Kreüger fått lov att återkomma. 
Kort efter hans ankomst utbröt oroligheter i landet och först efter sex år kunde Abd ar-Rahman utses till sultan. Ehrenhoff knöt dock redan innan dess kontakter med hans främste minister och då Abd ar-Rahman blev sultan kom Sverige att kunna knyta nära förbindelser med landet, bland annat mottog Ehrenhoff en gåva av ett lejon och två hästar från sultanen till Karl XIV Johan. Efter en kontrovers då konsulatet i Tanger förfallit och krävde renoveringar för 20 000 piastrer hemkallades Ehrenhoff 1831 och Erik Julius Lagerheim i Alger tillträdde i hans ställe. Han återfick dock kort därpå sin post, och han fick kort därpå Johan Fredrik Sebastian Crusenstolpe till medhjälpare. 1845 lyckades han utverka att de svensk-norska tributerna till Algeriet för att slippa sjöröverier upphävdes. Han kvarstod på posten fram till sin död.
Ehrenhoff blev 1815 riddare av Svärdsorden, 1845 kommendör av Nordstjärneorden, samma år kommendör av Dannebrogorden och innehade även en neapolitansk orden. 1841 blev han ledamot av Det Kongelige Nordiske Oldskriftselskab.